# Physalacriaceae
Physalacriaceae is een botanische naam van een familie van schimmels. Het typegeslacht is Physalacria. Soorten in de familie hebben een wijdverbreide verspreiding, variërend van het noordpoolgebied tot de tropen, b.v. Gloiocephala, en van mariene locaties en zoet water tot semi-aride bossen. 

## Beschrijving
De meeste soorten in de Physalacriaceae vormen vruchtlichamen met hoeden en stelen. Ze hebben een monomitisch hyfensysteem (waarbij alleen generatieve hyfen worden geproduceerd) en er zijn gespen aanwezig in de hyfen. De basidia (sporendragende cellen) zijn knotsvormig met twee tot vier sterigmata. De basidiosporen hebben over het algemeen ellipsvormige, spoelvormige (spoelvormige), cilindrische of traanvormige (traanvormige) vormen; ze zijn dunwandig, hyaliene en reageren niet met het Melzers reagens. De familie bevat ook corticioïde schimmels (in het geslacht Cylindrobasidium) en een secotioïde soort (Guyanagaster necrorhiza).

## Genera
De familie bestaat uit de volgende genera:
- Armillaria
- Cylindrobasidium
- Cibaomyces
- Cribbea
- Cryptomarasmius
- Cyptotrama
- Dactylosporina
- Desarmillaria
- Flammulina
- Gloiocephala
- Guyanagaster
- Hormomitaria
- Hymenopellis
- Laccariopsis
- Mycaureola
- Mycotribulus
- Naiadolina
- Oudemansiella
- Paraxerula
- Physalacria
- Ponticulomyces
- Protoxerula
- Pseudohiatula
- Rhizomarasmius
- Rhodotus
- Strobilurus
- Xerula